# 集庆之战
集庆之战，韩宋龙凤元年（元顺帝至正十五年，1355年）六月至龙凤二年（至正十六年，1356年）三月，朱元璋夺得集庆路（今江苏省南京市）建立基业进行的作战。
朱元璋占领滁州（治今安徽省滁州市）、和州（治今安徽省和县）后不久，红巾军首领郭子兴病死，朱元璋领其兵。朱元璋采纳部将冯国用等人的建议，决定渡江谋取集庆，以建立根据地，决定先取采石。常遇春和巢湖水军起义首领俞通海等先后归附朱元璋。朱元璋积极训练水军，首先击败元朝中丞蛮子海牙的军队，占领峪溪口（今安徽省巢县东南长江北岸）。六月督师渡江，攻下牛渚矶，进占采石，沿江元军，望风归降。随后，朱元璋派人砍断船缆，让舟船顺江东去，以示没有归意。再攻打太平路（今安徽省当涂县），元朝平章完者不花等人率兵拒守，朱元璋急攻，破太平，完者不花逃走，朱元璋占领太平。元军反攻，元朝中丞蛮子海牙率领水军抵达采石，封锁姑孰口（当涂南），切断朱元璋主力与和州的联系。元朝民兵元帅陈埜先率兵数万进攻太平，朱元章派徐达、邓愈、汤和率军迎敌，再派別将绕道至元军后方，两面夹击元军，元军大败，陈埜先被俘投降。
七月，朱元璋的元帅张天佑率军和降将陈埜先攻打集庆，无功而还。八月，朱元璋命徐达率部攻克集庆附近的溧水、溧阳等地。九月，朱元璋再攻集庆，命郭天叙、张天佑等率部从官塘进攻集庆东门，陈埜先从板桥攻打南门。陈整先再叛，诱杀郭天叙，俘获张天佑，朱元璋被迫撤退。陈埜先率部追杀到高仙乡（南京东南），被高仙乡民兵百户卢德茂诱杀。陈埜先之子陈兆先收余部，在方山（南京东南）屯兵，和蛮子海牙驻守采石的水軍遥相呼应，准备收复太平。朱元璋用巨舰载石炮，选精兵各守要害，抵御元军。
朱元璋与元军相持四个多月后，1356年二月，反击元军。派部将常遇春率军进攻驻屯在采石（今安徽省当涂县西北）的蛮子海牙部。蛮子海牙率水师在长江上，常遇春避其锋芒，设疑兵分散元军的兵势，随后率水师直冲中间，把元军分为两部，另派两军左右夹击，用石炮击败元军，俘虏一万多人，蛮子海牙率余部逃进集庆。
三月初一，朱元璋率军从太平水陆并进，抵达江宁镇（今南京西南三十公里），大败陈兆先，将他俘获，属下三万六千人归降。元朝湖广行省平章阿鲁辉带领的苗兵驻守在扬州（治今扬州市），苗兵杀阿鲁辉反元，集庆外援断绝。朱元璋率军攻城，元朝行台御史大夫福寿率兵出击，结果兵败，据守集庆城。朱元璋大军架起云梯登城，三月初十日，攻入城内。福寿领兵巷战，兵败战死，朱元璋攻克集庆。蛮子海牙投靠张士诚，水军元帅康茂才和苗军元帅寻朝佐等人率部投降。朱元章得到了军民五十万。朱元璋派徐达领军攻克镇江、金坛县、丹阳县、广德县等地。七月，朱元璋改集庆路为应天府，自称吴国公，尊奉小明王韩林儿为主，用龙凤年号。朱元璋巩固集庆，使之成为他争雄天下的大本营。